# Bondesgård Sø
Bondesgård Sø (på tysk Bundesgaarder See, på nordfrisisk Buinesguurdsäie og på sønderjysk Bunjes'gåesjø) er en cirka 56 ha stor sø i det nordlige Tyskland, beliggende ved landsbyen Nykirke i Gudskogen i det nordlige Nordfrisland tæt ved den dansk-tyske grænse. Søens maksimale dybde er ca 3 meter. Den har ingen afløb.
Få hundrede meter øst for søen ligger Gudskog Sø, som tidligere udgjorde et fælles vandareal med Bondesgård Sø.